# Anytime, Anyplace, Anywhere
Albums de Rossington Collins Band
This Is The Way
(1981)
Singles
Anytime, Anyplace, Anywhere est le premier album du groupe de rock sudiste, le Rossington Collins Band.

## Historique
Paru en 1980, cet album est le fruit du retour à la musique des rescapés du tragique accident d'avion qui endeuilla le groupe Lynyrd Skynyrd.
Le groupe repose essentiellement sur les deux guitaristes Gary Rossington et Allen Collins. Le chant est assuré par Dale Krantz qui officiait auparavant en tant que choriste dans .38 Special. Le troisième guitariste sera Barry Harwood, qui avait déjà travaillé avec Lynyrd Skynyrd sur l'album Street Survivors, et la batterie par Derek Hess, Artimus Pyle venait de se casser une jambe dans un accident de moto.
Enregistré au Texas en 1980, cet album obtiendra un beau succès en se classant à la 13e place du Billboard 200 propulsé par le single Don't Misunderstand Me (55e au Billboard Hot 100).
Il sera certifié disque d'or par la RIAA le 19 août 1980 pour plus de 500 000 exemplaires vendus.

## Liste des titres
1. Prime Time (Collins / Krantz / Rossington) - 4:03
2. Three Times As Bad (Collins / Krantz) - 6:01
3. Don't Misunderstanding Me (Collins / Harwood / Krantz) - 3:51
4. One Good Man (Collins / Krantz / Rossington) - 4:37
5. Opportunity (Harwood / Krantz / Powell) - 4:30
6. Getaway (Harwood / Krantz / Powell) - 7:26
7. Winners and Losers (Collins / Rossington) - 5:04
8. Misery Loves Company (Krantz / Rossington) - 4:48
9. Sometimes You Can Put It Out (Harwood / Krantz / Rossington) - 6:38

## Musiciens
- Allen Collins: guitare rythmique et solo.
- Gary Rossington: guitare rythmique, solo et slide.
- Dale Krantz: chant.
- Barry Harwood: guitare rythmique, solo et slide, chœurs.
- Billy Powell: claviers.
- Leon Wilkeson: basse.
- Derek Hess: batterie, percussions.

## Charts et certifications
| Pays       | Durée du classement | Meilleur classement | Date              |
| ---------- | ------------------- | ------------------- | ----------------- |
| Canada     | 11 semaines         | 34e                 | 8 novembre 1980   |
| États-Unis | 29 semaines         | 13e                 | 20 septembre 1980 |

| Pays       | Certification | Ventes    | Date         |
| ---------- | ------------- | --------- | ------------ |
| États-Unis | Or            | 500 000 + | 19 août 1980 |